# Копа Америка у фудбалу за жене 2018.
Копа Америка у фудбалу за жене 2018. (шп. Copa América Femenina 2018), је било осмо издање Јужноамеричког женског првенства у фудбалу (сада познатог као Копа Америка Феменина) и одредила репрезентацију из Конмебола за Светско првенство у фудбалу за жене 2019. и фудбалски турнир ОИ 2020. Турнир је одигран између 4. и 22. априла 2018. у Чилеу.
Турнир је обезбедио два директна квалификациона места и место у плеј-оф (против четвртопласираног тима из Конкакафа) за Светско првенство у фудбалу за жене 2019. у Француској, једно директно место у квалификацијама и место у плеј-офу (против другог -пласирани тим из КАФ) за женски фудбалски турнир на Летњим олимпијским играма 2020. у Јапану  и три (тимови који су завршили од трећег до петог места) за женски фудбалски турнир Пан америчких игара 2019. у Лими, поред Перуа који се аутоматски квалификовао као домаћин.
Бразил је успешно одбранио титулу победивши у свим својим утакмицама. То је била Бразилова седма титула на Копа Америца за жене.

## Избор домаћина
Чиле је именован за домаћина у априлу 2017. године. Датуми су објављени 21. јула 2017. године. НФП је 25. октобра 2017. објавио да ће турнир у почетку имати 3 града домаћина, сви у региону Кокимбо. Међутим, неколико дана пре почетка такмичења, објављено је да Оваље неће бити домаћин догађаја због несигурних услови стања терена стадиона Диагита.
| Серена            | СеренаКокимбо | Кокимбо                   |
| ----------------- | ------------- | ------------------------- |
| Портада           | СеренаКокимбо | Франциско Санчез Руморосо |
| Капацитет: 18.243 | СеренаКокимбо | Капацитет: 18.750         |
|                   | СеренаКокимбо |                           |

## Репрезентације учеснице
На турнир је учествовало свих десет репрезентација чланица Конмебола.
| Репрезентације учеснице | Репрезентације учеснице | Репрезентације учеснице | Репрезентације учеснице | Репрезентације учеснице |
| ----------------------- | ----------------------- | ----------------------- | ----------------------- | ----------------------- |
| Аргентина               | Боливија                | Бразил                  | Чиле                    | Колумбија               |
| Еквадор                 | Парагвај                | Перу                    | Уругвај                 | Венецуела               |

## Жреб
Жреб турнира одржан је 1. марта 2018. године,  у (UTC-3), у АНФП Аудиторијуму у Сантјагу, Чиле . Десет екипа је подељено у две групе од по пет екипа. Домаћин Чиле и бранилац титуле Бразил били су постављени у групе А и Б, док су преостале екипе распоређене у четири „пота за парове“ према резултатима на Копа Америка за жене 2014.
| Носиоци                           | 1. шешир            | 2. шешир             | 3. шешир            | 4. шешир        |
| --------------------------------- | ------------------- | -------------------- | ------------------- | --------------- |
| Чиле (Група А) · Бразил (Група Б) | Колумбија · Еквадор | Аргентина · Парагвај | Уругвај · Венецуела | Перу · Боливија |

## Правила

### Екипе
Сваки тим је могао да региструје највише 22 играча (од којих три морају бити голмани).

### Судије
За турнир је одређено укупно 12 судија и 20 помоћних судија

## Прва фаза
У првој фази, тимови су рангирани према броју бодова (3 бода за победу, 1 бод за реми, 0 поена за пораз). Ако се изједначи по поенима, тајбрејкери ће се примењивати следећим редоследом (Правила, члан 18.1):
1. Гол-разлика,
2. Постигнути голови,
3. Међусобни резултат у утакмицама између изједначених тимова,
4. Извлачење жреба.

Прве две екипе из сваке групе пласирале су се у финалну фазу.
Сва времена су локална, (UTC-3).

### Група А
| Pos | Тим       | О | П | Н | И | ГД | ГП | ГР  | Бод. | Qualification          |
| --- | --------- | - | - | - | - | -- | -- | --- | ---- | ---------------------- |
| 1   | Колумбија | 4 | 3 | 1 | 0 | 16 | 2  | +14 | 10   | Финална фаза           |
| 2   | Чиле      | 4 | 2 | 2 | 0 | 8  | 2  | +6  | 8    | Финална фаза           |
| 3   | Парагвај  | 4 | 2 | 1 | 1 | 7  | 7  | 0   | 7    | Панамеричке игре 2019. |
| 4   | Уругвај   | 4 | 0 | 1 | 3 | 2  | 11 | −9  | 1    |                        |
| 5   | Перу      | 4 | 0 | 1 | 3 | 1  | 12 | −11 | 1    |                        |

| Колумбија                                                                                              | 7 : 0    | Уругвај |
| --- | -------- | ------- |
| - Каталина Усме 2’, 45+1’, 57’, 90+2’ - Данијела Монтоја 17’ - Јорели Ринкон 43’ - Исабела Ечевери 58’ | Извештај |         |

| Чиле              | 1 : 1    | Парагвај                |
| ----------------- | -------- | ----------------------- |
| - Јанара Аедо 62’ | Извештај | - Глорија Виљамајор 53’ |

| Парагвај                                                   | 3 : 0    | Перу |
| ---------------------------------------------------------- | -------- | ---- |
| - Лиз Пења 70’ - Хесика Мартинез 84’ - Амада Пералта 90+3’ | Извештај |      |

| Чиле              | 1 : 1    | Колумбија           |
| ----------------- | -------- | ------------------- |
| - Камила саез 79’ | Извештај | - Каталина Усме 49’ |

| Уругвај            | 1 : 1    | Перу                 |
| ------------------ | -------- | -------------------- |
| - Јамила Бадељ 58’ | Извештај | - Наоми Мартинез 37’ |

| Колумбија                                                            | 5 : 1    | Парагвај               |
| -------------------------------------------------------------------- | -------- | ---------------------- |
| - Каталина Усме 41’, 56’, 65’ - Дијана Оспина 70’ - Лејси Сантос 81’ | Извештај | - Дамија Кортаза 90+2’ |

| Колумбија                                                    | 3 : 0    | Перу |
| ------------------------------------------------------------ | -------- | ---- |
| - Каталина Усме 23’ - Лејси Сантос 54’ - Исабела Ечевери 83’ | Извештај |      |

| Чиле                    | 1 : 0    | Уругвај |
| ----------------------- | -------- | ------- |
| - Марија Хосе Рохас 79’ | Извештај |         |

| Парагвај                                    | 2 : 1    | Уругвај            |
| ------------------------------------------- | -------- | ------------------ |
| - Хесика Мартинез 36’ - Амада Пералта 90+2’ | Извештај | - Синди Рамирез 1’ |

| Перу | 0 : 5    | Чиле                                                                                   |
| ---- | -------- | -------------------------------------------------------------------------------------- |
|      | Извештај | - Јанара Аедо 28’, 65’ - Јесениа Лоез 38’ - Франциска Лара 62’ - Марија Хосе Рохас 85’ |

### Група Б
| Pos | Тим       | О | П | Н | И | ГД | ГП | ГР  | Бод. | Qualification |
| --- | --------- | - | - | - | - | -- | -- | --- | ---- | ------------- |
| 1   | Бразил    | 4 | 4 | 0 | 0 | 22 | 1  | +21 | 12   | Финална фаза  |
| 2   | Аргентина | 4 | 3 | 0 | 1 | 12 | 6  | +6  | 9    | Финална фаза  |
| 3   | Венецуела | 4 | 2 | 0 | 2 | 9  | 6  | +3  | 6    |               |
| 4   | Боливија  | 4 | 1 | 0 | 3 | 1  | 18 | −17 | 3    |               |
| 5   | Еквадор   | 4 | 0 | 0 | 4 | 3  | 16 | −13 | 0    |               |

| Еквадор | 0 : 1    | Венецуела              |
| ------- | -------- | ---------------------- |
|         | Извештај | - Дејна Кастељанос 85’ |

| Бразил                                                           | 3 : 1    | Аргентина               |
| ---------------------------------------------------------------- | -------- | ----------------------- |
| - Беатриз Занерато Жоао 17’ - Кристијана 57’ (пен.) - Дебиња 90’ | Извештај | - Естефанија Банини 54’ |

| Аргентина                                             | 3 : 0    | Боливија |
| ----------------------------------------------------- | -------- | -------- |
| - Соле Хаимес 33’ (пен.), 39’ - [Мариана Ларокете 71’ | Извештај |          |

| Бразил | 8 : 0    | Еквадор |
| --- | -------- | ------- |
| - Кристијана 10’, 90+2’ - Беатриз Занерато Жоао 21’, 81’ - Андресиња 48’ - Формига 65’ - Рафаела Соуза 70’ - Дебиња 86’ | Извештај |         |

| Венецуела                                                                                       | 8 : 0    | Боливија |
| ----------------------------------------------------------------------------------------------- | -------- | -------- |
| - Дејна Кастељанос 23’, 49’, 55’, 90+3’ (пен.) - Јсаура Висо 63’, 65’, 89’ - Оријана Алтуве 74’ | Извештај |          |

| Еквадор                                                             | 3 : 6    | Аргентина |
| ------------------------------------------------------------------- | -------- | --- |
| - Ерика Васкез 20’ - Ингрид Родригез 37’ (пен.) - Суани Фахардо 76’ | Извештај | - Естефанија Банини 2’ - Маријана Ларокете 8’ - Рут Браво 10’ - Соле Хаимес 41’ - Флоренција Бонсегундо 45’ (пен.), 85’ |

| Еквадор | 0 : 1    | Боливија                 |
| ------- | -------- | ------------------------ |
|         | Извештај | - Ханет Морон 68’ (пен.) |

| Бразил                                                                 | 4 : 0    | Венецуела |
| ---------------------------------------------------------------------- | -------- | --------- |
| - Моника Хикман Алвес 10’ - Беатриз Занерато Жоао 38’, 72’ - Марта 82’ | Извештај |           |

| Аргентина                                               | 2 : 0    | Венецуела |
| ------------------------------------------------------- | -------- | --------- |
| - Соле Хаимес 44’ (пен.) - Естефанија Банини 61’ (пен.) | Извештај |           |

| Боливија | 0 : 7    | Бразил                                                                                            |
| -------- | -------- | ------------------------------------------------------------------------------------------------- |
|          | Извештај | - Ерика 3’, 65’ - Андресиња 17’, 54’ - Андреса Алвес да Силва 41’ - Милене 80’ - Алине Милене 82’ |

### Рангирање трећих места у групи
Укупно петопласирани тим у првој фази квалификовао се за Панамеричке игре 2019.
| Pos | Г | Тим       | О | П | Н | И | ГД | ГП | ГР | Бод. | Qualification          |
| --- | - | --------- | - | - | - | - | -- | -- | -- | ---- | ---------------------- |
| 1   | A | Парагвај  | 4 | 2 | 1 | 1 | 7  | 7  | 0  | 7    | Панамеричке игре 2019. |
| 2   | B | Венецуела | 4 | 2 | 0 | 2 | 9  | 6  | +3 | 6    |                        |

## Финална фаза
У финалној фази, тимови су рангирани по бодовима (3 бода за победу, 1 бод за реми, 0 поена за пораз). У случају нерешеног броја поена, тај-брејк ће се применити следећим редоследом, узимајући у обзир само мечеве у финалној фази (Правила, члан 18.2):
1. Гол-разлика,
2. Постигнути голови,
3. Међусобни резултат у утакмицама између изједначених тимова,
4. Фер плеј бодови (први жути картон: минус 1 бод, други жути картон/црвени картон: минус 3 бода, директни црвени картон: минус 4 бода, жути картон и директни црвени картон: минус 5 поена),
5. Жребање.

| Pos | Тим       | О | П | Н | И | ГД | ГП | ГР | Бод. | Qualification                                         |
| --- | --------- | - | - | - | - | -- | -- | -- | ---- | ----------------------------------------------------- |
| 1   | Бразил    | 3 | 3 | 0 | 0 | 9  | 1  | +8 | 9    | СП за жене 2019. и ЛОИ фудбал 2020.                   |
| 2   | Чиле      | 3 | 1 | 1 | 1 | 5  | 3  | +2 | 4    | СП за жене 2019. и ЛОИ КАФ–Конмебол плеј-оф           |
| 3   | Аргентина | 3 | 1 | 0 | 2 | 3  | 8  | −5 | 3    | СП Конкакаф–Конмебол плеј-оф и Панамеричке игре 2019. |
| 4   | Колумбија | 3 | 0 | 1 | 2 | 1  | 6  | −5 | 1    | Панамеричке игре 2019.                                |

| Колумбија           | 1 : 3    | Аргентина                                                          |
| ------------------- | -------- | ------------------------------------------------------------------ |
| - Лиана Салазар 31’ | Извештај | - Флоренсиа Бонсекундо 50’ - Соле Хаимес 66’ - Мариела Коронел 70’ |

| Бразил                                                                       | 3 : 1    | Чиле                 |
| ---------------------------------------------------------------------------- | -------- | -------------------- |
| - Моника Икман Алвес 21’ - Беатриз Занерато Жоао 25’ - Таис Дуарте Гедес 34’ | Извештај | - Јесенија Лопез 63’ |

| Бразил                                                           | 3 : 0    | Аргентина |
| ---------------------------------------------------------------- | -------- | --------- |
| - Кристијана 47’ - Таиса 52’ - Дебора Кристијана де Оливеира 78’ | Извештај |           |

| Колумбија | 0 : 0    | Чиле |
| --------- | -------- | ---- |
|           | Извештај |      |

| Чиле                                                                                         | 4 : 0    | Аргентина |
| -------------------------------------------------------------------------------------------- | -------- | --------- |
| - Камила Саез 8’ - Мариори Ернандез 24’ - Августина Барозо 40’ (а.г.) - Франциска Лара 90+2’ | Извештај |           |

| Бразил                                                      | 3 : 0    | Колумбија |
| ----------------------------------------------------------- | -------- | --------- |
| - Моника Икман Алвес 29’, 71’ - Анхела Клавихо 45+2’ (а.г.) | Извештај |           |

## Голгетерке
Укупно је постигнуто  99 голова у 26 утакмица, с просеком од 3.81 гола по утакмици.
9 голова
- Каталина Усме

6 голова
- Беатриз Занерато Жоао

5 голова
- Соле Хаимес
- Дејна Кастељанос

## Квалификације за међународне турнире

### Квалификовани тимови за Светско првенство у фудбалу за жене
Следећа три тима из Конмебола су се квалификовала за Светско првенство у фудбалу за жене 2019. Аргентина се квалификовала победом у плеј-офу против четвртопласиране екипе Панаме на женском првенству Конкакафа 2018.
| Екипа     | Квалификовала се   | Претходни наступи на Светском првенству у фудбалу за жене1 |
| --------- | ------------------ | ---------------------------------------------------------- |
| Бразил    | 19. април 2018.    | 7 (1991, 1995, 1999, 2003, 2007, 2011, 2015)               |
| Чиле      | 22. април 2018.    | 0 (деби)                                                   |
| Аргентина | 13. новембар 2018. | 2 (2003, 2007)                                             |

1Подебљано означава шампионе за ту годину. Курзив означава домаћине за ту годину.

### Квалификовани тимови за Летње олимпијске игре
Следеће две екипе из Конмебола су се квалификовале за женски фудбалски турнир на Летњим олимпијским играма 2020. Чиле се квалификовао након што је победио у плеј-офу против другопласиране екипе Камеруна на женском олимпијском квалификационом турниру 2020. године.
| Екипа  | Квалификовала се | Претходни наступи на Летњим ОИ2        |
| ------ | ---------------- | -------------------------------------- |
| Бразил | 22. април 2018.  | 6 (1996, 2000, 2004, 2008, 2012, 2016) |
| Чиле   | 13. април 2021.  | 0 (деби)                               |

2Подебљано означава шампионе за ту годину. Курзив означава домаћине за ту годину.

### Квалификовани тимови за Панамеричке игре
Следећа четири тима из Конмебола су се квалификовала за Панамеричке игре 2019., укључујући Перу који се квалификовао као домаћин.
| Екипа     | Квалификовала се  | Претходни наступи на Панамеричким играма3 |
| --------- | ----------------- | ----------------------------------------- |
| Перу      | 11. октобар 2013. | 0 (деби)                                  |
| Парагвај  | 13. април 2018.   | 1 (2007)                                  |
| Аргентина | 22. април 2018.   | 4 (2003, 2007, 2011, 2015)                |
| Колумбија | 22. април 2018.   | 2 (2011, 2015)                            |

3Подебљано означава шампионе за ту годину. Курзив означава домаћине за ту годину.